# Fredriech Pretorius
Fredriech Pretorius (né le 4 août 1995) est un athlète sud-africain, spécialiste du décathlon.

## Biographie
Médaillé de bronze des Jeux africains 2015, il remporte la médaille d'or du décathlon lors des championnats d'Afrique 2016, à Durban avec 7 780 points, nouveau record personnel. 
Le 18 mars 2017, il porte son record à 8002 points à Pretoria (Tuks).
En 2018, il termine deuxième des championnats d'Afrique, derrière Larbi Bourrada.

### Palmarès
| Date | Compétition                | Lieu         | Résultat | Épreuve   | Points |
| ---- | -------------------------- | ------------ | -------- | --------- | ------ |
| 2015 | Jeux africains             | Brazzaville  | 3e       | Décathlon | 7 186  |
| 2016 | Championnats d'Afrique     | Durban       | 1er      | Décathlon | 7 780  |
| 2018 | Championnats d'Afrique     | Asaba        | 2e       | Décathlon | 7 733  |
| 2019 | Mehrkampf-Meeting Ratingen | Ratingen     | 3e       | Décathlon | 7 872  |
| 2022 | Championnats d'Afrique     | Saint-Pierre | 2e       | Décathlon | 7 504  |
| 2024 | Jeux africains             | Accra        | 1er      | Décathlon | 7 550  |

### Records
| Épreuve   | Performance | Lieu                      | Date        |
| --------- | ----------- | ------------------------- | ----------- |
| Décathlon | 8 002 pts   | Pretoria (Afrique du Sud) | 8 mars 2017 |